# Baroscope

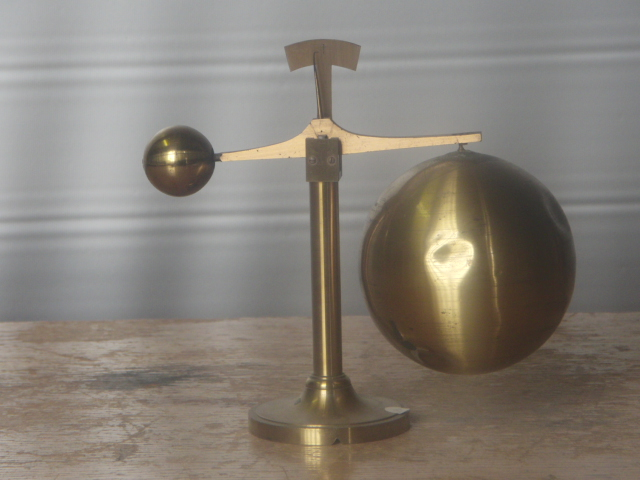
Baroscope à l'équilibre (à l'air libre).

Le baroscope est un appareil didactique permettant de mettre en évidence la poussée d’Archimède.

## Description
Le baroscope se présente comme une balance à fléau qui porte d’un côté une grosse sphère et de l’autre un petit poids qui l'équilibre, sous la pression atmosphérique.

## Fonctionnement

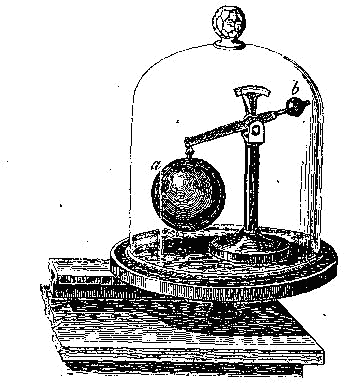
Baroscope sous une cloche à vide.

Dans l’atmosphère, le baroscope est équilibré. 
On le place sous une cloche dans laquelle on fait le vide. Lorsque la pression diminue, on voit le baroscope pencher du côté de la sphère la plus grosse.
Ce mouvement met en évidence la réduction de la poussée d'Archimède par l'élimination du fluide (l'air ambiant) qui poussait la sphère vers le haut proportionnellement à sa masse volumique.